# 존 루빈스타인
존 루빈스타인(John Rubinstein, 1946년 12월 8일 ~ )은 미국의 배우이다.

## 출연 작품
- 대디 (2015)
- 디 아티쿠스 인스티튜트 (2015)
- 아틀라스 슈러그드: 파트 2 (2012)
- 헬로 아이 머스트 비 고잉 (2012)
- 톰 행크스의 일렉트릭시티 (2012, Electric City)
- 판타스틱 패밀리 (2010)
- 페어런트 후드 시즌1 (2010)
- 그릭 1 (2007)
- 지킬 (2007)
- 서브라임 (2007)
- 추즈 코너 (2007)
- 데이 브레이크 (2006)
- 해리스 부인 (2005)
- 21 그램 (2003)
- 레드 드래곤 (2002)
- 노마 진 앤 마릴린 (1996)
- 머시 (1995)
- 프렌즈 (1994)
- 로보캅 - TV 시리즈 (1994)
- 닥터슬론 (1993)
- 잠복근무 2 (1993)
- 태양의 그림자(영어판) (1988)
- 사랑의 음모 (1987)
- 위험한 연인 (1987)
- 더 돌메이커 (1984)
- 아이 테이크 디즈 맨 (1983)
- 다니엘 (1983)
- 조니 벨린다 (1982)
- 쉬즈 드레스트 투 킬 (1979)
- 뿌리 - 그 다음 세대 (1979)
- 천국의 문(영어판) (1979)
- 꿈꾸는 낙원 (1978)
- 더 뉴 매버릭 (1978)
- 브라질에서 온 소년 (1978)
- 사랑의 유람선 (1977)
- 공포의 검은 차 (1977)
- 서부의 형제 - 시리즈 (1976)
- 사랑의 화원 (1976)
- 킬러 인사이드 미 (1976)
- 명탐정 바나비 존즈 (1973)
- 더 영 앤 더 레스트리스 (1973)
- 키드 블루 (1973)
- 샌프란시스코 수사반 (1972)
- 섬씽 이블 (1972)
- 후보자 (1972)
- 제레미아 존슨 (1972)
- 갈등 (1970)
- 소녀는 괴로워 (1969)
- 하와이 5-0수사대 (1968)